# Carex albula
Carex albula är en halvgräsart som beskrevs av Harry Howard Barton Allan. Carex albula ingår i släktet starrar, och familjen halvgräs. Inga underarter finns listade i Catalogue of Life.